# Portrét houslistky
Portrét houslistky je obraz od francouzské malířky Anne Vallayer-Coster (21. prosince 1744, Paříž – 28. února 1818, Paříž). V 18. století byla známá hlavně jako malířka zátiší. Uznání svého talentu dosáhla již ve věku 26 let, kdy byla v roce 1770 přijata na Académie royale de peinture et de sculpture na základě jejích maleb zátiší, z nichž některé jsou ve sbírce pařížského Louvru. Obraz Portrét houslistky ukazuje sedící ženu s houslemi, nahlížející do not. Je o jeden z mála portrétů, které tato malířka vytvořila, základem její tvorby jsou různá zátiší. Anne Vallayer zůstala neprovdána až do roku 1781, existuje proto domněnka, že v době vzniku tohoto díla portrétovala své rodinné příslušníky. Odborník na život a dílo Anne Vallayer Marianne Roland-Michel míní, že žena na obraze je možná jedna z jejích sester. Nicméně není známo zda některá její sestra byla hudebnicí. Portrét je signován: „Melle Vallayer / 1773“. Obraz Portrét houslistky byl vydražen v aukční síni Sotheby's za 903 tisíc eur v roce 2015 švédským muzeem. Muzeum vlastní ještě dvě zátiší od této malířky. Cena, kterou muzeum za obraz Portrét houslistky zaplatilo, byla nejvyšší, jaká kdy byla za její obraz zaplacena. Podle původu uvedeného aukčním domem byl obraz jedním z mnoha děl, které prodal v roce 1783 Jean-Benjamin de La Borde, houslista a skladatel, a také komorník francouzského krále Ludvíka XV.